# Hans Taubert
Hans Taubert (Falkenstein, 1928) német biológus és tudományos-fantasztikus író.

## Élete
1955-ben a Jénai Egyetemen szerzett biológiai doktorátust, ezután a hallei Luther Márton Tudományegyetemen kémiából is doktorált. A VEB Jenapharm osztályvezetője volt. Alfred Lemannal közösen szerkesztett két botanikával foglalkozó egyetemi tankönyvet. 1975-ben a Hamburgi Egyetemen orvosi doktori címet szerzett. Alfred Lemannal közösen 1973-ban kezdett a tudományos-fantasztikus irodalommal foglalkozni. Novelláik első gyűjteménye a Das Gastgeschenk der Transsolaren című kötetben jelent meg, az antológia mérföldkőnek tekinthető az NDK fantasztikus irodalmában.

## Művei
A sci-fi-műveit kivétel nélkül Alfred Lemannal közösen jelentette meg.

### Antológia
- Das Gastgeschenk der Transsolaren (1973)

### Novellák
- Agonie (1973)
- Begegnung (1973)
- Bernod (1973)
- Bindungen (1973)
- Blinder Passagier (1973)
- Chronos (1973)
- Gastgeschenk (1973)
- Glas? (1973)
- Halbzeit (1973)
- Heimkehr (1973)
- Liebe (1973)
- Nach acht (1973)
- Parallelen (1973)
- Ringelspiel (1973)
- Schach (1973)
- Zwischenfall (1973)

### Tudományos munkái
- Über die Infektion von Alnus glutinosa <Gaertn.> durch Actinomyces alni und die Entwicklung der Knöllchen. Disszertáció, Jéna, 1955
- Pflanzenanatomisches Praktikum : Zur Einführung in die Anatomie der Vegetationsorgane der höheren Pflanzen (Spermatophyta). (Wolfram Braune-vel és Alfred Lemannal közösen), G. Fischer VEB, Jéna, 1967
- Zum Problem der Hydrierbarkeit des Imidazolringes. Disszertáció, Halle, 1969
- Praktikum zur Morphologie und Entwicklungsgeschichte der Pflanzen : zur Einführung in den Bau, das Fortpflanzungsgeschehen und die Ontogenie der niederen Pflanzen und die Embryologie der Spermatophyta. (Wolfram Braune-vel és Alfred Lemannal közösen) G. Fischer VEB, Jéna, 1976
- Die Wertigkeit des Sokolov-Lyon-Index zur Beurteilung der Spätergebnisse nach Aortenklappenersatz. Disszertáció, Hamburg, 1975 és 1978

## Magyarul megjelent művei
- Potyautas (elbeszélés, Alfred Lemannal közösen, Galaktika 21., 1976; utánközlés: Galaktika 197., 2006)
- Üveg? (elbeszélés, Alfred Lemannal közösen, Galaktika 47., 198)

## Fordítás
- Ez a szócikk részben vagy egészben  a   Hans Taubert című német Wikipédia-szócikk ezen változatának fordításán alapul.  Az eredeti cikk szerkesztőit annak laptörténete sorolja fel. Ez a jelzés csupán a megfogalmazás eredetét és a szerzői jogokat jelzi, nem szolgál a cikkben szereplő információk forrásmegjelöléseként.